# 8-Оксо-2′-дезоксигуанозин
8-оксо-2'-дезоксигуанозин (8-оксо-dG) — окисленное производное дезоксигуанозина. 8-оксо-dG является преобладающей формой свободнорадикального повреждения ДНК.

## 8-оксо-2'-дезоксигуанозин и ДНК
ДНК в живых системах постоянно подвергается действию активных форм кислорода,таких как супероксиданион-радикал (O2-), перекись водорода (H2O2)  и высокореактивный гидроксил-радикал (OH·). Гуанин обладает самым низким потенциалом ионизации среди природных азотистых оснований, поэтому наиболее подвержен окислительному повреждению. Образование 8-оксо-2’-дезоксигуанозина в результате реакции 2’-оксигуанозина с гидроксилрадикалами изображено на рисунке внизу.
8-Оxo-dG составляет около 5% от общего
числа окисленных оснований, которые обнаружены в ДНК.

## 8-оксо-2'-дезоксигуанозин как биомаркер окислительного стресса
К настоящему времени участие активных форм кислорода (АФК) показано для более чем 200 заболеваний и патологических состояний. Можно сказать, что устойчивое состояние окислительного повреждения ДНК у человека является биологическим маркером, предсказывающим (в некоторой степени) возможность развития некоторого заболевания в будущем. Существует ряд причин, обосновывающих выбор 8-оксо-dG в качестве такого биомаркера:
1. Он образуется с помощью нескольких форм АФК, таких как синглетный кислород и гидроксильный радикал.
2. Установлено мутагенное действие 8-оксо-dG, вызванное возможными трансверсиями GC-TA.
3. Наличие сложных механизмов, которые развились в процессе эволюции для удаления 8-оксо-dG и для предотвращения его включения в ДНК, которое позволяет предположить, что клетка воспринимает его в качестве угрозы, которую нужно быстро устранять [4].
4. Доступность чувствительных методов его детекции.

Кроме того, 8-оксо-dG можно использовать в качестве маркера для определения наиболее эффективной дозы облучения при лечении раковых заболеваний. У пациентов, имеющих острую радиочувствительность, содержание 8-оксо-dG в моче выше, чем у тех, чей ответ на облучение был умеренным .
В настоящее время накоплено большое число свидетельств в пользу развития окислительного стресса при психоневрологических расстройствах, таких как болезнь Альцгеймера, болезнь Паркинсона, инсульты, склерозы, неврозы. Известно, что у пациентов с прогрессирующей болезнью Паркинсона уровень секретируемого в мочу 8-оксо-dG возрастал по сравнению со здоровыми людьми. Таким образом, 8-оксо-dG можно использовать в качестве маркера, который показывает степень развития заболевания. Кроме того, повышение уровня 8-оксо-dG в моче и лейкоцитарной ДНК отмечалось также у пациентов с диабетом, при этом есть корреляция между уровнем окислительного повреждения ДНК и тяжестью диабетической нефропатии и ретинопатии.

## 8-оксо-2'-дезоксигуанозин и его роль в процессах старения
Как известно, активные формы кислорода (АФК) постоянно образуются в живых клетках, вызывая окислительные повреждения различных внутриклеточных макромолекул. Радикальная теория старения была впервые выдвинута Харманом еще в 1956, и с тех пор проводятся многочисленные исследования АФК-зависимого старения. Поскольку одним из часто встречающихся окислительных повреждений ДНК является 8-оксо-2’-дезоксигуанозин, можно предположить, что существует связь между накоплением такого модифицированного нуклеотида в ДНК и процессами старения.
Зависимое от возраста накопление 8-оксо-dG в ДНК было обнаружено у млекопитающих в различных органах и тканях. Кроме того, повышение с возрастом уровня 8-оксо-dG наблюдалось как в ядерной, так и в митохондриальной ДНК у мышей и крыс. Ограничение калорийности питания, которое известно как способ замедления старения и повышения продолжительности жизни у грызунов, показало значительное снижение зависимого от возраста накопления 8-оксо-dG во всех тканях мышей линии B6D23F1 и некоторых тканей линии F344 для ядерной ДНК. Также было показано, что ограничение калорийности питания препятствует накоплению 8-оксо-dG с возрастом и в митохондриальной ДНК у крыс и мышей.

## 8-оксо-2’-дезоксигуанозин и карциногенез
Карциногенез является сложным процессом, состоящим из трех стадий: инициации, продвижения и прогрессии, приводящих к образованию злокачественных опухолей. При избытке АФК окислительное повреждение ДНК приводит к мутациям, хромосомным перестройкам, обмену сестринскими хроматидами и т.д., а кроме того может влиять на модуляцию экспрессии генов путём эпигенетических модификаций. Эти процессы играют ключевую роль в карциногенезе на стадии продвижения, когда подключаются гены, регулирующие клеточную дифференцировку и рост.
Такая эпигенетическая модификация, как метилирование CpG-островков в промоторных областях генов, может репрессировать экспрессию генов. В исследовании Nishida et al было показано, что среди пяти оцененных факторов повышенный уровень именно  8-оксо-dG хорошо коррелировал с метилированием промоторов генов супрессоров опухолевого роста. (pvalue<0.0001). Таким образом, метилирование данных промоторов уменьшает экспрессию генов супрессоров и способствует карциногенезу.